# Анђелка Николић
Анђелка Николић (Смедеревска Паланка, 1977), је српска редитељка.

## Биографија
Рођена је 1977. у Смедеревској Паланци. Дипломирала је француски језик и књижевност на Филолошком факултету и позоришну и радио режију на Факултету драмских уметности у Београду. Режирала је представе по делима класичних аутора (Брехт, Бекет, Софокле, Волтер, Шекспир, Гогољ, Крлежа, Војновић, Маринковић, Ј. С. Поповић, А. Линдгрен), као и савремених драматичара (Ж. Л. Лагарс, М. Кримп, Милан Марковић, Симона Семенич, Олга Димитријевић). Радила је у позориштима у Суботици, Кикинди, Новом Саду, Љубљани, Цељу, Крагујевцу Књажевско-српски театар и Београду (Мало позориште „Душко Радовић“, Битеф театар, Атеље 212, Југословенско драмско позориште). Учествовала је на фестивалима: МЕСС, Јоакимфест, Стеријино позорје, Фестивал професионалних позоришта Војводине, БИТЕФ Showcase, Дани комедије, Teden slovenske drame, Borštnikovo srečanje (пратећи програм), Die Besten aus dem Osten / Slowenien итд. Под окриљем Уметничке групе Хоп. Ла!, чија је кооснивачица, реализује независне уметничке и активистичке пројекте („О насиљу“, „Кратка историја заборављања“, „Лице места“, „Током лета током Саве“, „Шекспир у парку“, „Актив за децу“). Преводи са француског и енглеског језика, углавном позоришне комаде. Живи у Београду.

## Награде
- Награда је за режију на Вршачкој позоришној јесени (за представу Вучјак)
- Награда на Фестивалу малих сцена у Кикинди
- Стеријино позорје(за представу Радници умиру певајући, добила је укупно седам Стеријиних награда)
- Представа Пипи дуга чарапа је проглашена за најбољу на Пикином фестивалу у Велењу
- Добитница је Прстена са ликом Јоакима Вујића [2]